# 村上忠順
村上 忠順（むらかみ ただまさ、1812年5月11日〈文化9年4月1日〉 - 1884年〈明治17年〉11月22日）は、三河国碧海郡堤村（現・愛知県豊田市高岡町新馬場）出身の国学者・刈谷藩御典医。忠順の蔵書は「村上文庫」として刈谷市中央図書館が所蔵している。幼名は賢次、字は承郷、号は蓬盧。
忠順は医業を「生活の方便」と割り切っており、国学の奥義を極めることに心血を注いだ。三河地方の国学者としては吉田藩の羽田野敬雄と並び称され、「東の羽田野、西の村上」として知られた。

## 生涯

### 青年期
祖父は村上忠直、父は村上忠幹（ただもと）、母は美志子。文化9年（1812年）4月1日、三河国碧海郡堤村（現・愛知県豊田市高岡町）の新馬場（しまんば）に生まれた（次男）。村上家は医師の家系であり、父親は刈谷藩の御典医を務める傍らで、堤村でも医業を行っていた。堤村は碧海郡の中でも僻地にあり、読み書きのできる者は少なかったが、幼くして聡明だった忠順は4歳の時に唐詩選をそらんじたという逸話が残っている。自記には「4歳にして唐詩選を暗唱し、5歳にして大学孝経を読み、7歳にして四書五経を読み、謡を稽古す。8歳にして歌を作し、10歳にして詩を賦す」と書いている。やがて尾張国の名古屋に出て、13歳からは森高雅に絵画を学ぶ。15歳だった文政12年（1829年）6月から文政13年（1830年）10月までは名古屋で加藤敬順に医学（内治学）を学び、文政13年10月に堤村に帰郷して開業した。17歳からは渡辺綱光に歌道を学び、18歳で秦鼎に万葉と周礼を、植松茂岳に古事記を学んでいる。

### 御典医

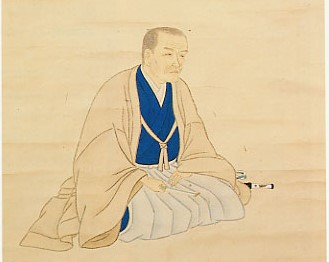
師の本居内遠

天保9年（1838年）には長女が、天保10年（1839年）には長男・忠圀（ただくに）が、天保11年（1840年）には次女が、天保12年（1841年）には三女が、弘化元年（1844年）には次男・忠明（ただあき）が、弘化4年（1847年）には三男・忠浄（ただきよ）が、嘉永3年（1850年）には四男・純が生まれているが、長男・忠圀は天保13年に没し、四男・純は嘉永4年（1851年）に没した。
天保元年（1830年）には兄の真武が死去したため、次男の忠順が村上家の家督を継いだ。この頃には父親を手伝って堤村で医業を行っていたとされる。嘉永2年（1849年）には本居内遠に弟子入りして国学を学んだ。嘉永6年（1853年）には刈谷藩御典医の父・忠幹が死去したため、刈谷藩主土井利善の下で父の跡を継いで三人扶持・金八両・小納戸格の御典医となった。しかし忠順は自らの未熟さを自覚しており、堤村で医業を行うと同時に、安政2年（1855年）には西加茂郡福田村の酒井玄悦の下で眼科の修行を行っている。
御典医を務める傍らで、藩主である利善の師として短歌の添削を行い、安政4年（1857年）からは論語・老子・荘子・源氏物語などを藩主に進講した。忠順には150人以上の門人がいたとされる。参勤交代の折には藩主に従って江戸に赴くこともあり、藩内の政治情勢について意見を求められることもあった。

### 勤皇活動

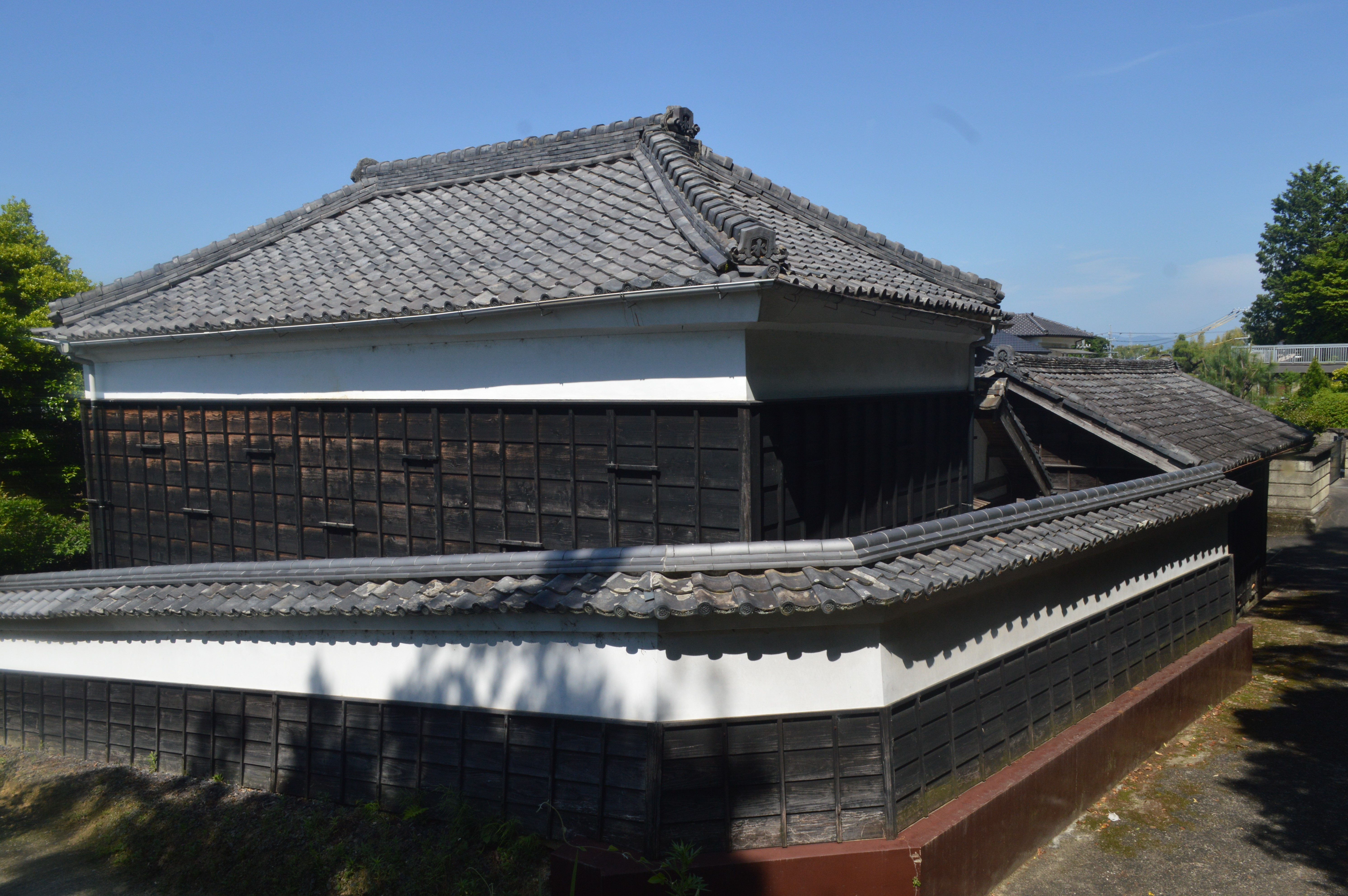
忠順が邸宅に作った書庫 千巻舎

幕末の三河地方では政治刷新に対する藩士の意識が低かったものの、吉田藩の羽田野敬雄、田原藩の渡辺崋山、岡崎藩の深見篤慶、稲武の古橋暉皃、刈谷の村上忠順・忠明親子、碧南の山中信天などは国学による尊皇運動に共鳴していた。刈谷藩は佐幕派が大勢を占めていたため、忠順は表立った勤皇活動は行っていないものの、その主義とするところは曲げなかった。
天誅組に加わった松本奎堂や宍戸弥四郎に影響を与え、文久3年（1863年）に天誅組の攘夷倒幕が失敗した際には江戸幕府の追及から逃れてきた志士を匿っている。息子の村上忠明は尊攘運動家であり、松本奎堂の門人となっているが、文久3年（1863年）に天誅組が挙兵した際には帰郷中で参加していない。忠順は1868年（明治元年）に有栖川宮熾仁親王の命を受けて江戸に従行し、明治政府への出仕を命じられたものの、これを辞して国学研究や作歌に専念した。

### 明治維新後
明治維新後には豊川の修道館（郷校）の助教となり、その後は神祇官や神祇省の仕事を行った。1874年（明治7年）5月には三男の村上忠浄に家督を譲り、隠居生活に入って悠々自適の生活を送った。1880年（明治13年）6月3日には東京・赤坂にある有栖川宮邸にて御酒をたまわり、「御酒たまう玉の盃さかえます君の恵みは忘られめや」と詠んでいる。1884年（明治17年）11月22日に死去。堤村新馬場にある村上家代々の墓に葬られた。追諡は常盤堅磐老翁。享年73歳。

### 死後
豊田市高岡町の豊田市高岡コミュニティセンターには、材木商だった六鹿清七の六鹿邸（六鹿会館）がある。六鹿邸は茶室・和室・展示室を備えており、展示室では忠順の資料が展示されている。
2007年（平成19年）5月28日、「村上家千巻舎・門附土塀・石碑」が豊田市指定文化財に指定された。

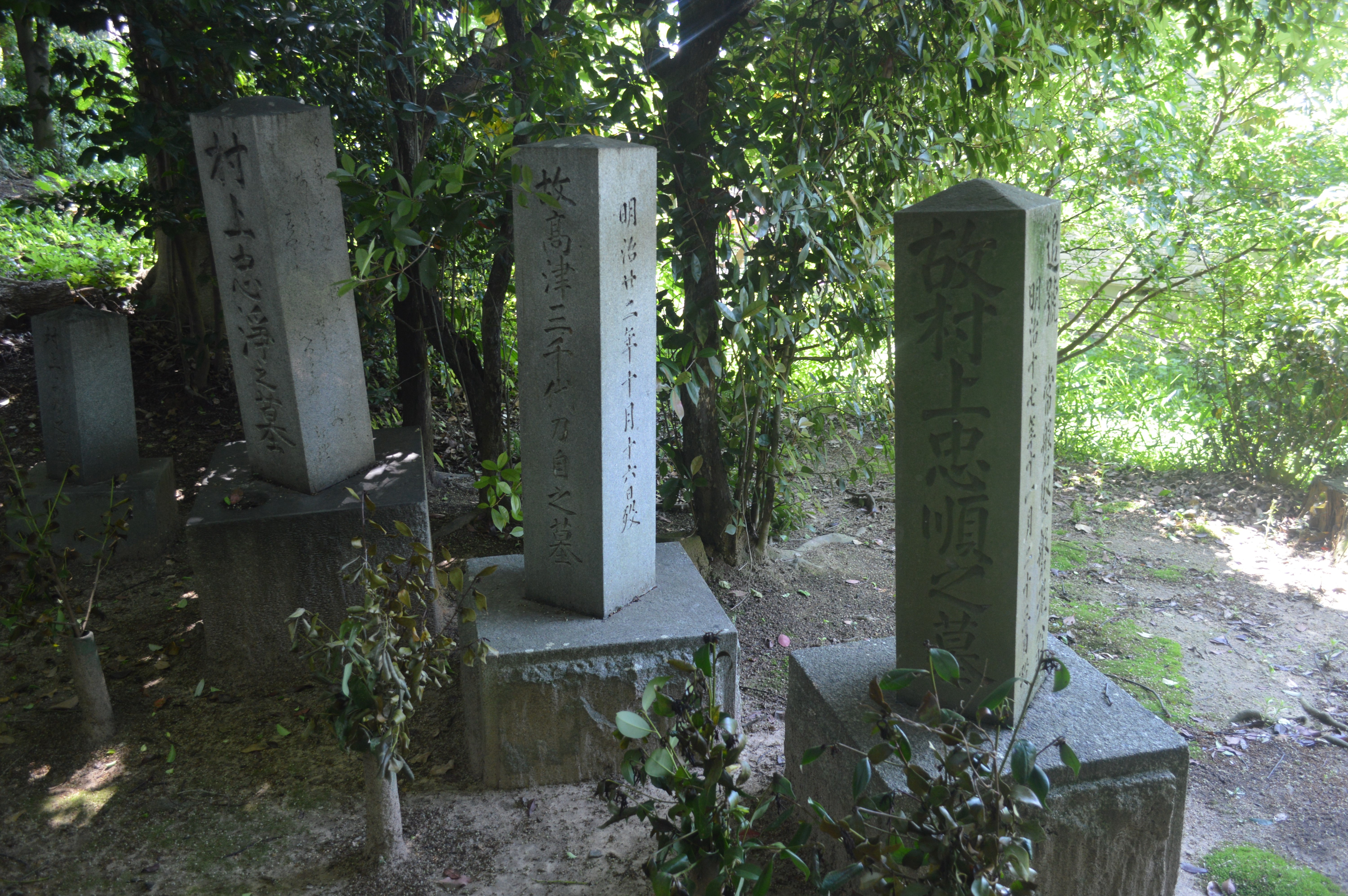
忠順の墓石（右）
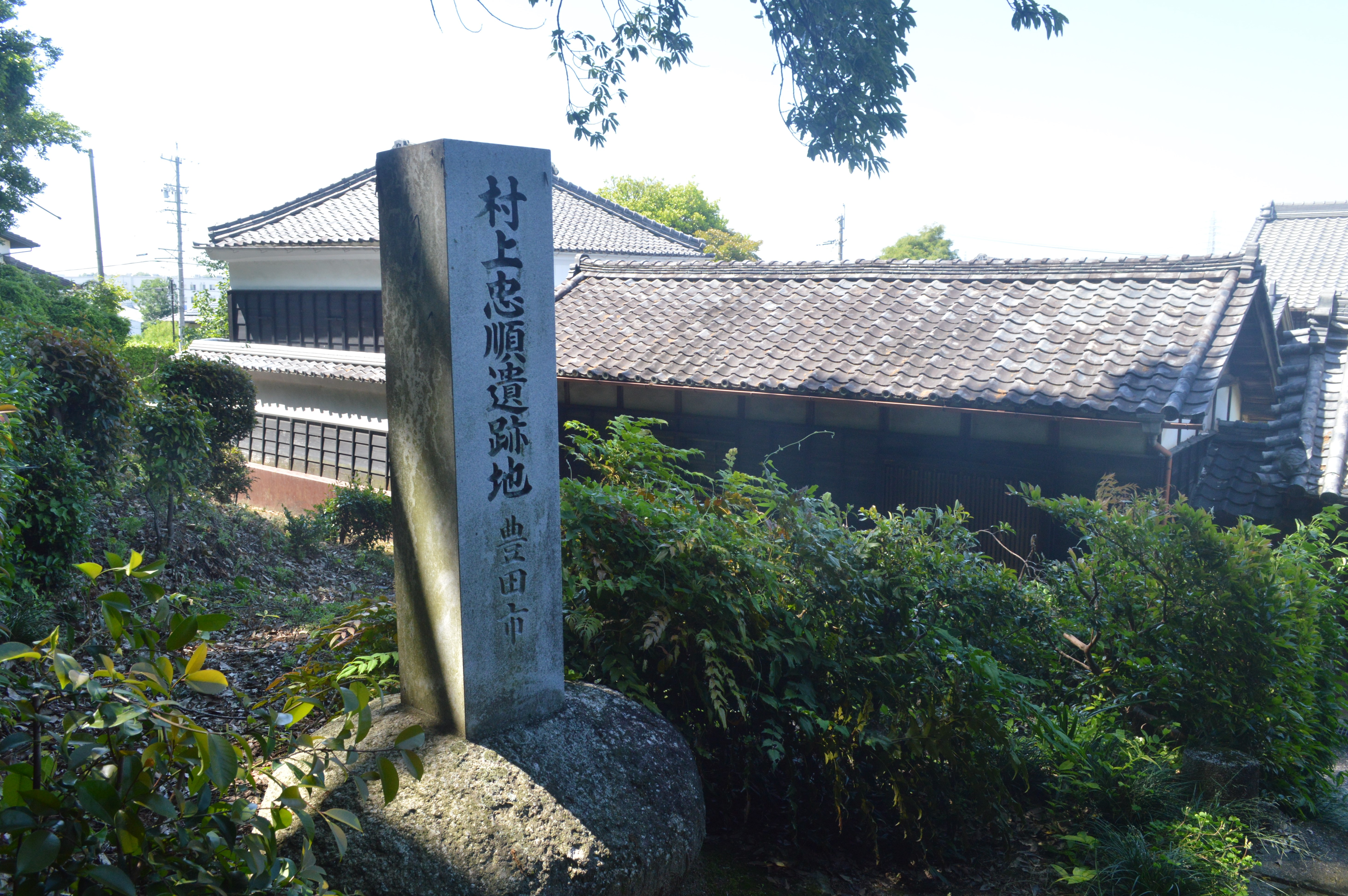
村上家と石碑「村上忠順遺蹟地」
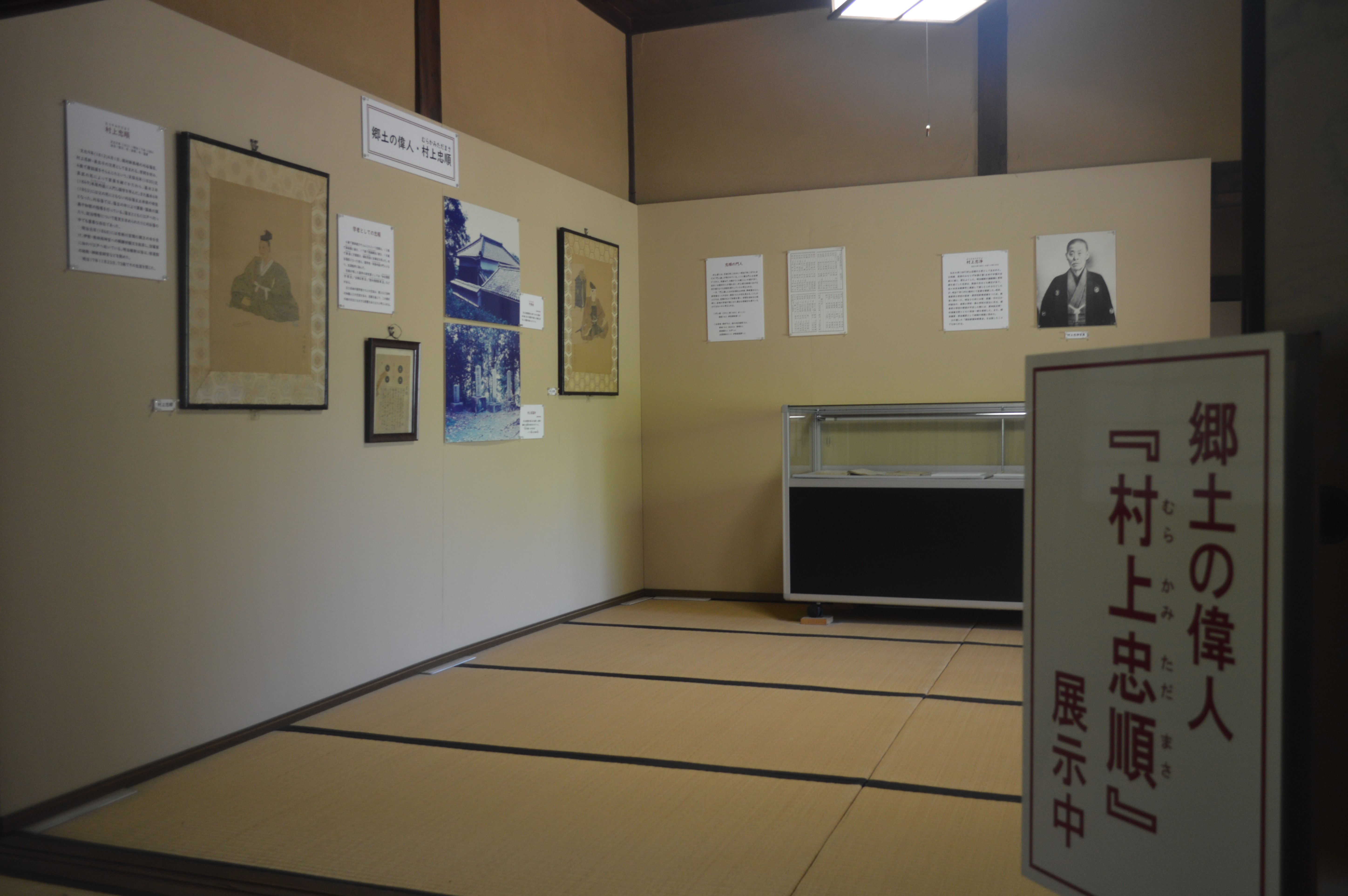
六鹿邸における村上忠順コーナー

## 村上文庫

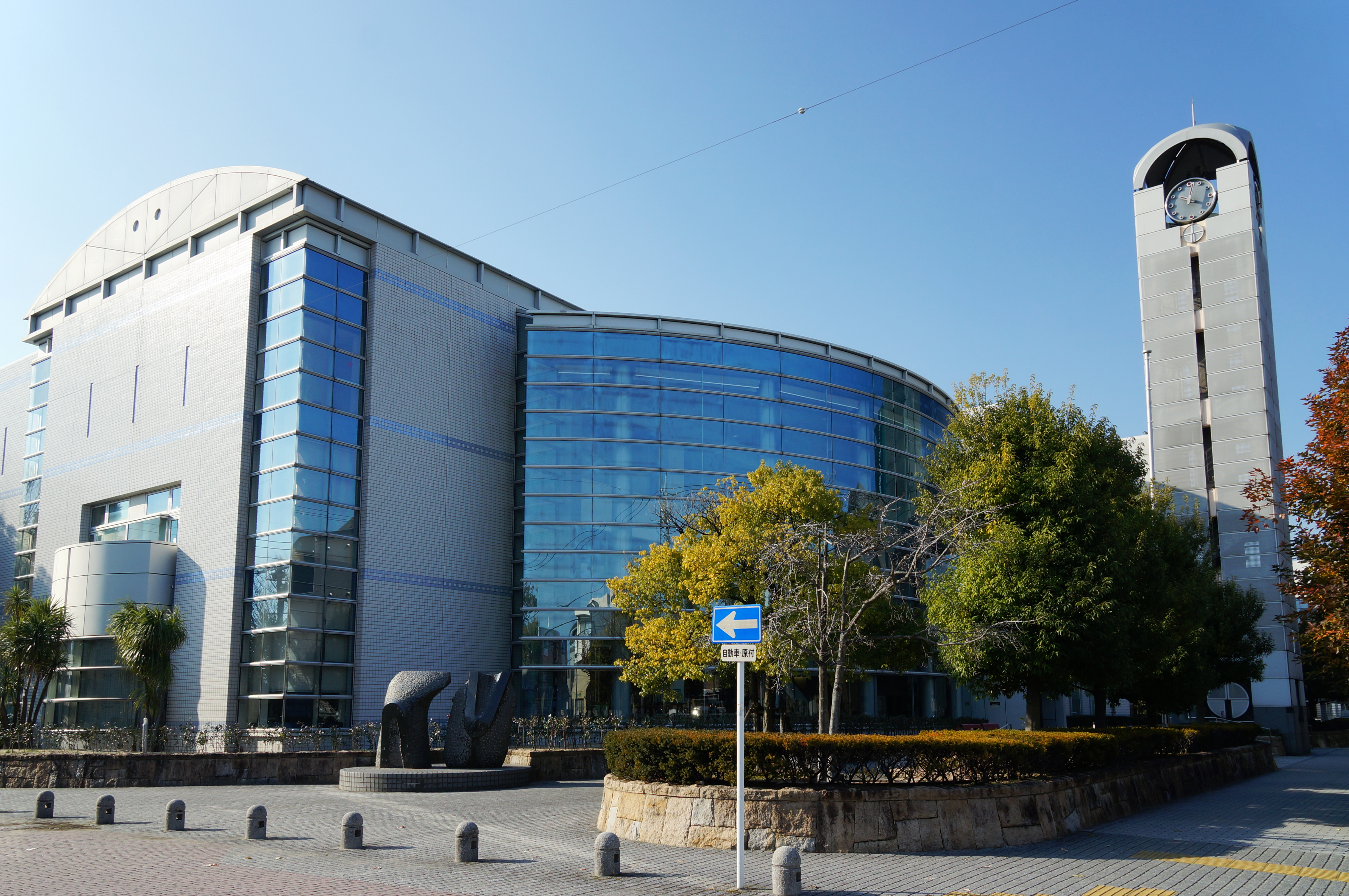
村上文庫を所蔵している刈谷市中央図書館

忠順は生前に約25,000冊の書籍を収集している。これらの書籍は全国的に貴重な存在であり、宮内庁、内務省、大蔵省などに貸し出されたこともあった。1874年には弟子にして娘婿の深見篤慶が忠順の書物を保管する施設として、碧海郡高岡町大字堤（現・豊田市高岡町）に千巻舎（ちまきのや）を建立。忠順の息子である村上忠浄の手で保管された。1914年（大正3年）9月には刈谷町出身の医師である宍戸俊治と刈谷町議会議員の藤井清七がこれらの書籍を一括購入、図書閲覧室を新築し、さらに書庫も建設した上で、書籍・図書閲覧室・書庫を刈谷町に寄贈した。
愛知県からの認可を受けて1915年（大正4年）11月23日には刈谷町立刈谷図書館（現・刈谷市立城町図書館）が創立された。刈谷町出身の書誌学者である森銑三が約1年をかけて書籍を分類し、24,578冊の書籍を系統づけた。1917年（大正6年）7月には忠順が収集した書籍を中心として刈谷図書館が開館した。この図書館は木造2階建の書庫と木造の閲覧室を有し、日曜日のみ開館した。
忠順が収集した書籍は村上文庫と呼ばれ、忠順の自筆写本数千冊、著書77種380冊が含まれる。国文学・地理・歴史などの分野に貴重な書籍が多い。国語学者の山田孝雄は忠順の『古事記評註』、『頭註新葉和歌集』、『散木弃謌集評註』の3種を名著であるとしている。1958年には「典籍 村上文庫」が刈谷市指定文化財となった。

## 著書
忠順の著書として上梓されたものは77種378巻に達する。
- 『類題玉藻集』
- 『類題参河歌集』
- 『古事記評註』
- 『評註古語拾遺』
- 『頭註新葉和歌集』
- 『散木弃謌集評註』など多数